# Cuirla
Cuirla är en ort i Mexiko.   Den ligger i kommunen Aquila och delstaten Michoacán de Ocampo, i den södra delen av landet, 500 km väster om huvudstaden Mexico City. Cuirla ligger 97 meter över havet och antalet invånare är 138.
Terrängen runt Cuirla är huvudsakligen lite bergig. Cuirla ligger nere i en dal. Runt Cuirla är det glesbefolkat, med 8 invånare per kvadratkilometer. Närmaste större samhälle är Maruata, 12,5 km sydväst om Cuirla. I omgivningarna runt Cuirla växer i huvudsak lövfällande lövskog.